# Rue de Passy
La rue de Passy se situe dans le 16e arrondissement de Paris.

## Situation et accès
Elle mène de la chaussée de la Muette (près du jardin du Ranelagh) à la place de Costa-Rica (près du palais de Chaillot).

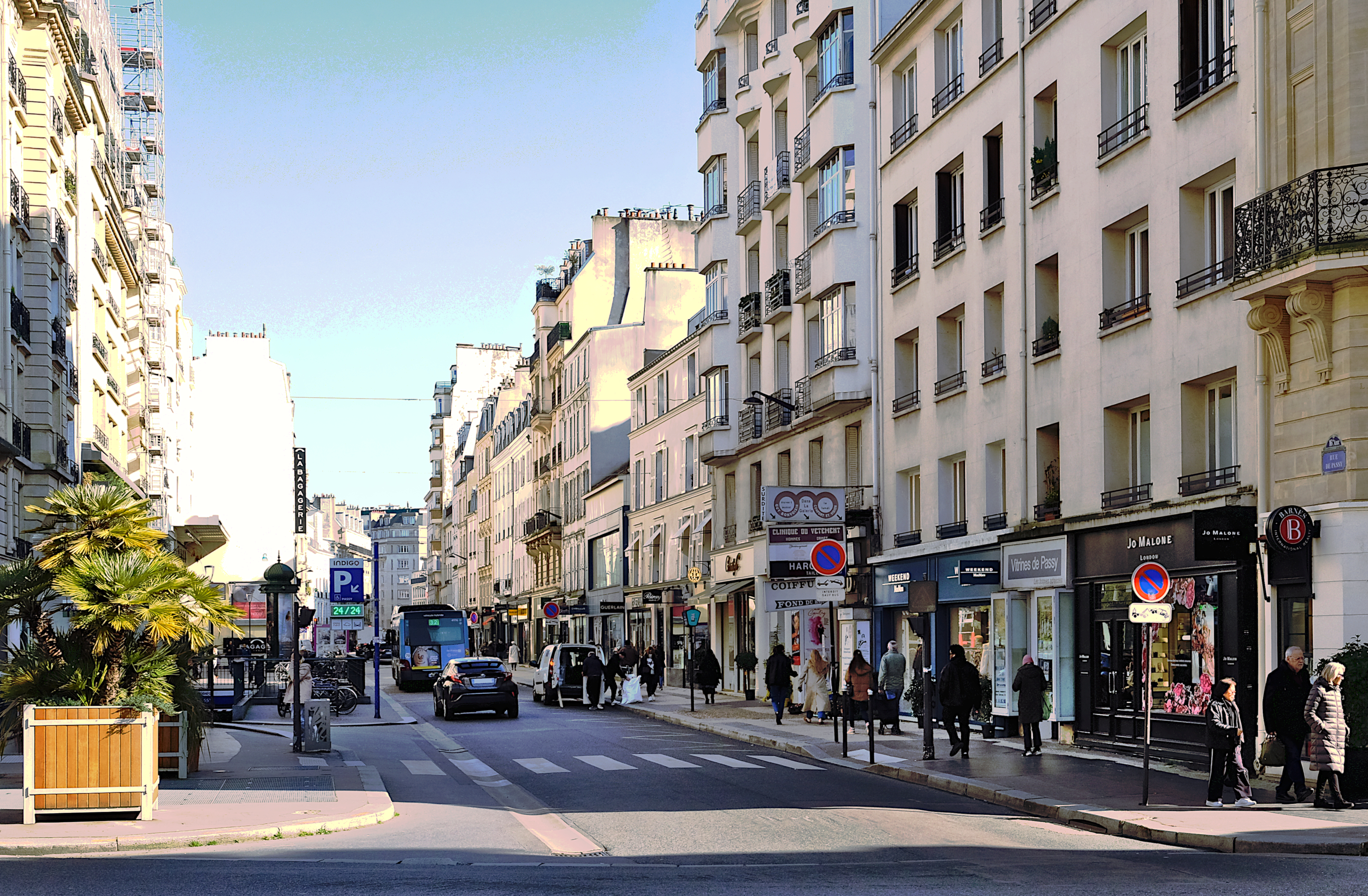
La rue vue de la Muette.
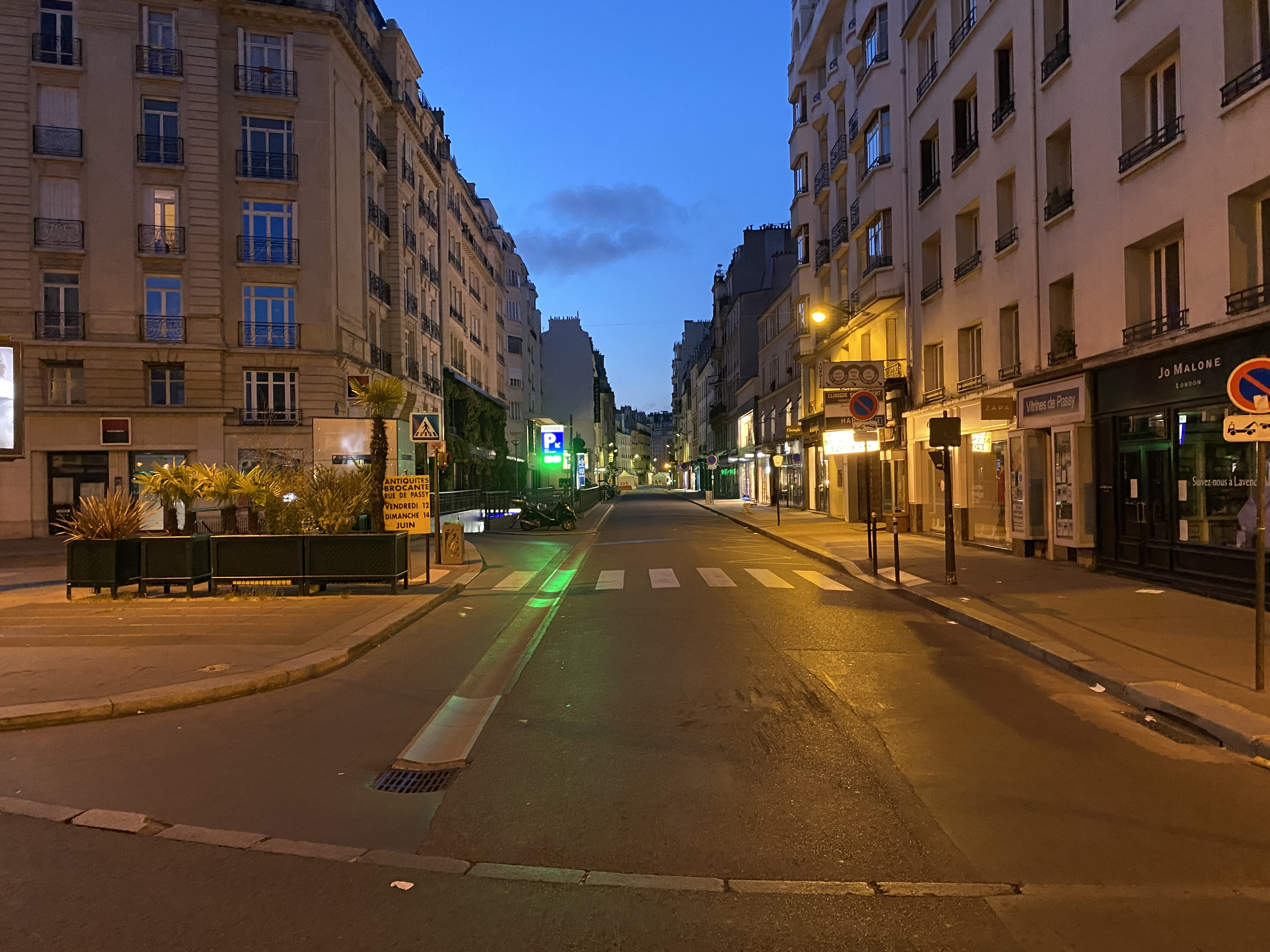
Rue de Passy, un matin d'été.

Elle est desservie par la ligne 6 à la station Passy et par la ligne 9 à la station La Muette.

## Origine du nom
Elle porte ce nom car c'était la rue principale de l'ancienne commune de Passy.

## Historique
La rue de Passy est l’une des deux plus anciennes rues de l’ancien village de Passy, avec l’actuelle rue Raynouard. Le chemin qui contournait par le nord le village au XVIe siècle pour gagner la forêt de Rouvray, ou bois de Boulogne, est à l'origine de la rue. Ce parcours de la haute société parisienne pour gagner le château de la Muette, dans le prolongement du cours la Reine, du quai de Chaillot (actuelle avenue de New-York) et de la rue de la Montagne (actuelle rue Beethoven) en pente très raide, devient la rue principale et prend le nom de « Grande rue » puis « rue Haute » (qui était celui de la rue Raynouard, plus importante jusqu'au XVIIe siècle), la rue Raynouard prenant celui de « rue Basse », qu’elle conserve jusqu’en 1867. 
En 1488, elle est nommée chemin de la Folie, puis, en 1575 chemin qui conduit au Bois de Boulogne. La Grande rue se termine par une grille au niveau de la rue de la Pompe. Pendant la Terreur, elle est appelée rue Marat.
Avec la rue basse, la rue de l’Église et la rue Bois-Le-Vent, c’est l'une des rares voies de Passy à être pavée, en bois, en 1834.
La rue était bordée de plusieurs hôtels particuliers.
Au no 16, à l’emplacement de l’actuelle rue Claude-Chahu, l’hôtel de la Folie démoli en 1890 qui avait été loué par Louis XV à partir de 1761 pour une de ses maîtresses, Anne Couppier de Romans, mère de Louis-Aimé de Bourbon, seul enfant illégitime reconnu du roi. La rue Claude-Chahu et une partie de la rue Eugène-Manuel furent ouvertes à l'emplacement du jardin de cet ancien hôtel particulier.
Aux nos 70 et 72, l'hôtel construit vers 1760, propriété de l’amiral d’Estaing. Un grand parc s’étendait à l’arrière de cet hôtel jusqu’à la rue de la Tour. Ce parc engloba la partie ouest de la rue des Carrières, qui rejoignait la rue de la Pompe.
La propriété fut vendue en 1854 par les héritiers de son dernier propriétaire M. Guichard pour créer un lotissement sur lequel furent ouvertes les rues Guichard, Faustin Hélie et Desbordes-Valmore et Paul-Delaroche, la rue Cortambert et la partie de la rue Nicolo entre la rue Guichard et la rue de Tour.
Au no 80, l’hôtel de Bandeville, acheté vers 1763 par Anne-Marie Bigot de Graveron, veuve de Pierre-François Doublet, marquis de Bandeville. La propriété fut agrandie en 1774 et ses jardins s'étendaient jusqu'à des carrières. Après la mort de la marquise de Bandeville, cet hôtel eut plusieurs propriétaires successifs et fut démoli en 1912. 
Au no 84, l’hôtel acheté en 1751 par Madame de Pompadour fut revendu en 1761 à Louis XV — propriétaire du château de la Muette voisin —, qui le transforma en cabinet de physique et d'astronomie, avec des instruments rassemblés par l’abbé Nollet, placés sous la garde d’un savant bénédictin, Dom Noël, dit « le père Noël ».
En 1774, cette responsabilité fut confiée par Louis XVI, très intéressé par ces expérimentations scientifiques, à deux membres de l’Académie des sciences, Marie-Alexis Rochon et Jean-Baptiste Leroy. Ces instruments furent transférés à l’Observatoire en 1790. Le général de la Morlière fut propriétaire de cet hôtel, habité vers 1850 par le naturaliste Jussieu[Lequel ?].
L’ hôtel fut détruit vers 1912 afin de permettre le percement de l’avenue Paul-Doumer.

Hôtels particuliers disparus
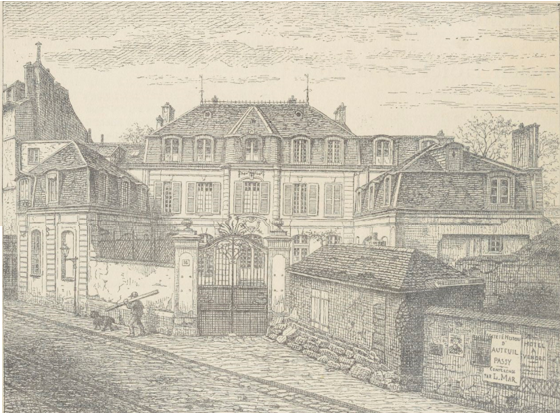
Ancien hôtel de la Folie.
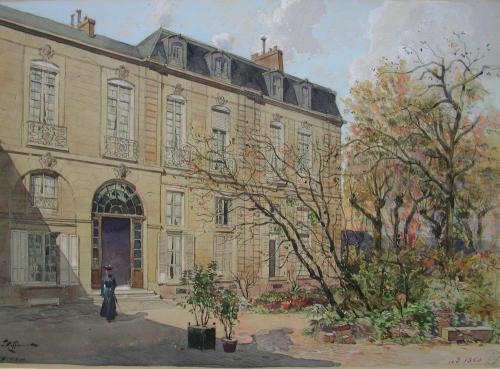
84 rue de Passy. Cabinet de physique de Louis XV.
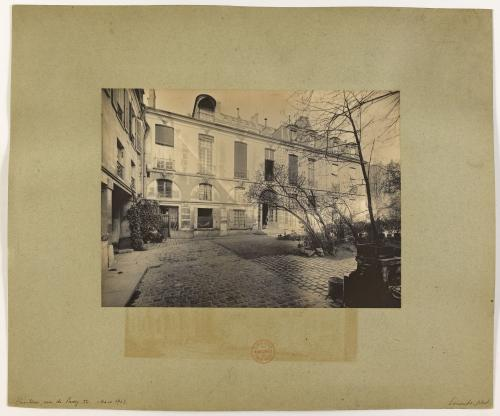
Ancien cabinet de physique de Louis XV vers 1900.

La rue  est de longue date l'une des deux principales voies commerçantes de Passy avec la rue de l'Annonciation. Au XIXe siècle et au cours de la plus grande partie du siècle suivant, les biens et services disponibles étaient très diversifiés, couvrant l’essentiel des besoins quotidiens alimentaires et comprenant également dès le milieu XIXe siècle de nombreux commerces destinés à une population aisée, tels que des magasins d’habillement, de meubles, librairie, pharmacie, opticien, etc.
En 1860, les métiers de bouche ne représentaient que 36 % et les artisans 6 % de l'ensemble, contre respectivement 45 % et 25 % pour la rue de l'Annonciation.
Précédemment appelée « grande rue de Passy », cette voie de l'ancienne commune de Passy est annexée à la voirie de Paris par un décret du 23 mai 1863 comme partie de la « route départementale no 2 ».
Elle prend sa dénomination actuelle par un arrêté 26 février 1867.
La rue est depuis le XIXe siècle très bien desservie par les transports, dès 1854 par la ligne d'Auteuil à la station Muette, par des lignes d'omnibus puis de tramways à fréquence élevée reliant les quartiers d'affaires de Paris. La station de métro Passy sur la ligne 2-Sud est l'une des premières ouvertes du réseau en 1903. La desserte est complétée en 1922 par la station La Muette de la ligne 9.
À partir de la fin du XXe siècle, ces commerces ont progressivement été remplacés par des boutiques franchisées de grandes marques de mode ou de luxe (habillement, chaussures, horlogerie, etc.), entraînant la fermeture des commerces spécialisés ou originaux qui avaient fait la réputation du quartier et de la plupart des commerces de bouche,.
Les commerces alimentaires sont concentrés à proximité, rue de l'Annonciation, au marché de Passy et au supermarché du centre commercial Passy Plaza.

## Bâtiments remarquables et lieux de mémoire

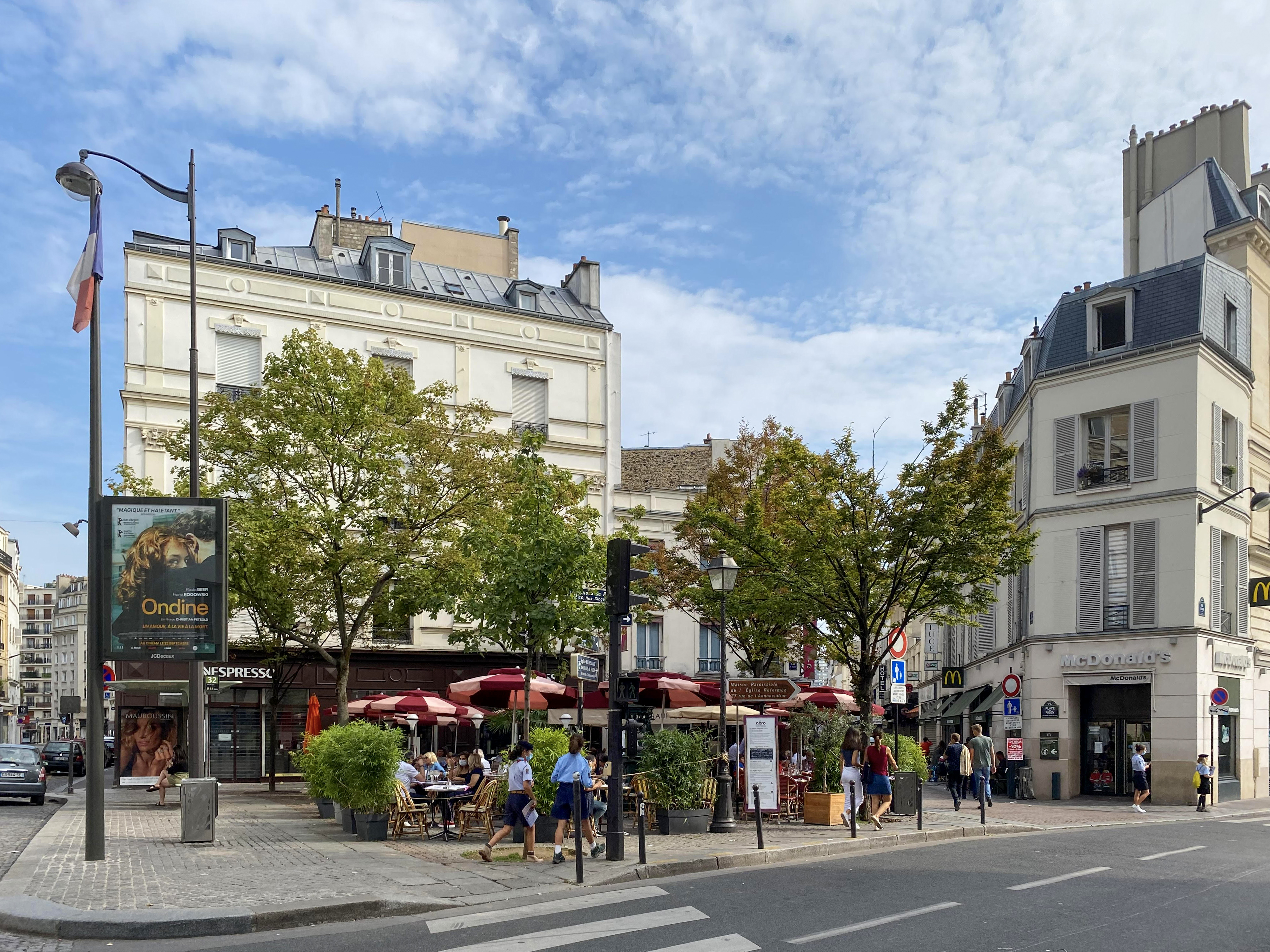
La place de Passy, au croisement avec la rue de l'Annonciation, la rue Duban et la rue Bois-le-Vent.

Longue de 700 mètres, c'est une rue très commerçante où se trouve le seul cinéma de l'arrondissement. On y trouve aussi une grande galerie commerçante : Passy Plaza, d’une surface d’environ 8115 m², construite en 1994.
- No 10 : ici demeurait en 1885, l'artiste peintre Victor De Bornschlegel[13].
- No 12 : le théoricien anarchiste Pierre-Joseph Proudhon y meurt en 1865. Une plaque commémorative lui rend hommage.
- No 13 : ici habitait le photographe Séraphin-Médéric Mieusement.
- No 17 : cinéma Imperia Palace, ouvert vers 1924 et fermé vers 1936[14].
- No 18 : cinéma Majestic Passy (« Royal Passy » à partir de 1937, puis « Broadway » à partir de 1977, il est transformé en commerce en 1982 avant de rouvrir comme cinéma en 1994)[15].
- No 22 : cinéma Régent (Passy Cinéma), ouvert en 1912 et fermé vers 1939[14].
- No 25 : école maternelle publique.
- No 30 : le peintre Jacques Lestrille (1904-1985) y vécut[16].
- No 33 et 12 rue Chernoviz : cinéma Alexandra-Passy-Palace, ouvert en 1917 avec une salle de 1126 places dotée de deux balcons. L'entrée est rue Chernoviz et la sortie rue de Passy. Fermé en 1940 au début de la Seconde Guerre mondiale, il rouvre en 1948, avec désormais 1050 places et un seul balcon ; l'entrée et la sortie sont inversées. Rebaptisé Alexandra, il ferme en 1962, est démoli, le site était loti par un immeuble[17].
- No 63 : une plaque rappelle que Gustave Nadaud y est décédé.
- No 67 : à ce niveau se trouvait la mairie de la commune de Passy entre 1836 et les années 1870[18].
- No 80 : emplacement de l'ancien hôtel de Bandeville, devenu le magasin Franck & Fils. Il s'agit à l'origine d'une boutique de prêt-à-porter féminin fondée en 1897 par une Lorraine, Emma Franck (dont la petite-cousine, davantage fortunée, participa à la création des Galeries Lafayette). Le magasin s'appelle d'abord Les Galeries parisiennes et ne compte qu'une petite boutique avec, au fond d'une cour, un atelier qui réalise rapidement les commandes faites par les clients. Rencontrant le succès — Emma Franck invente les quinzaines promotionnelles puis les soldes en un jour —, la boutique s'agrandit et devient une institution du quartier. Dans les années 1920-1930, l'avenue Paul-Doumer est percée et de nouveaux bâtiments sont érigés ; le magasin y a aussi un accès. À son terme, il couvre une surface de 2 700 m2 et possède également des départements mode homme et arts de la table. L'entreprise familiale, que dirigeait alors Michel Franck, est vendue en 1994 au Bon Marché, bien que Franck & Fils poursuive ses activités de vente de vêtements[19]. La boutique ferme ses portes le 2 juillet 2016 et est remplacée par une annexe de la Grande Épicerie du Bon Marché[20] depuis fin 2017.
- Nos 80 à 84 : la Ville de Paris impose en 1926 un retrait de 8 mètres.
- Nos 95 : cinéma Le Passy de 1932 à 1986. Situé en sous-sol, il accueille ensuite un magasin de luminaire. En 2021, après trois ans de travaux, s'y installe le théâtre de Passy[21].
- L'homme politique Henri Léon Camusat de Riancey (1816-1879) habita dans cette rue[22].

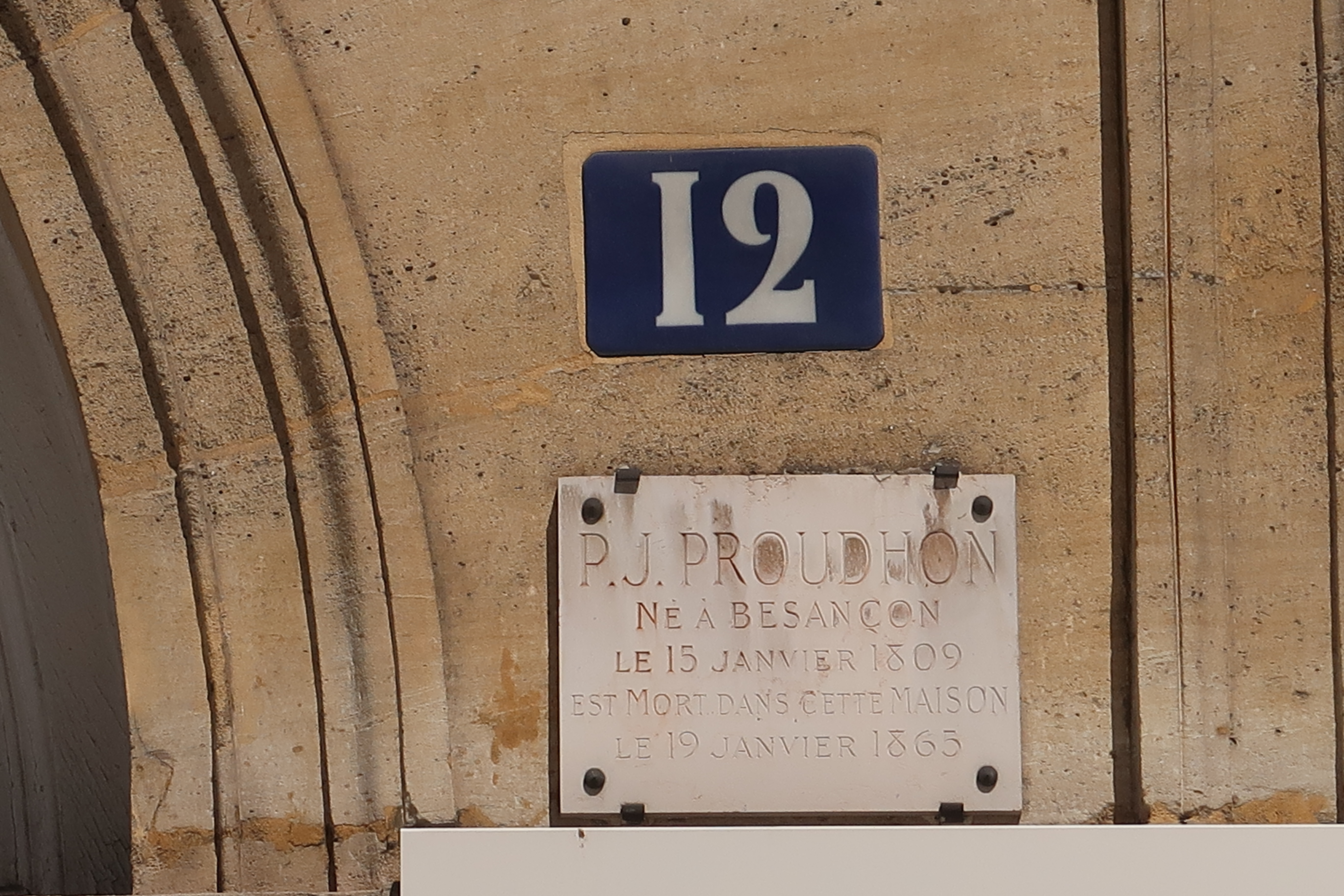
Plaque au no 12.
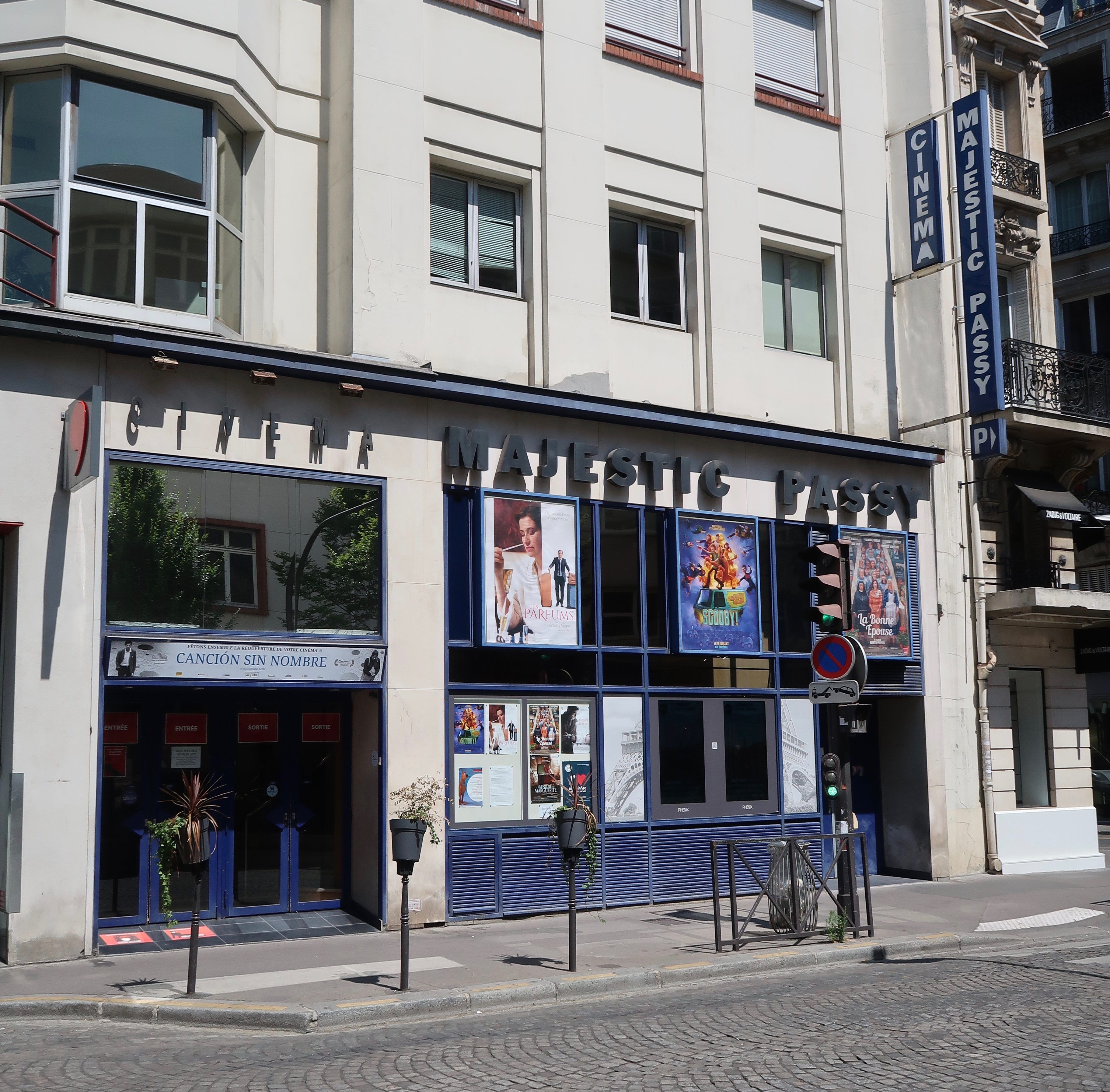
Cinéma Majestic Passy au no 18.
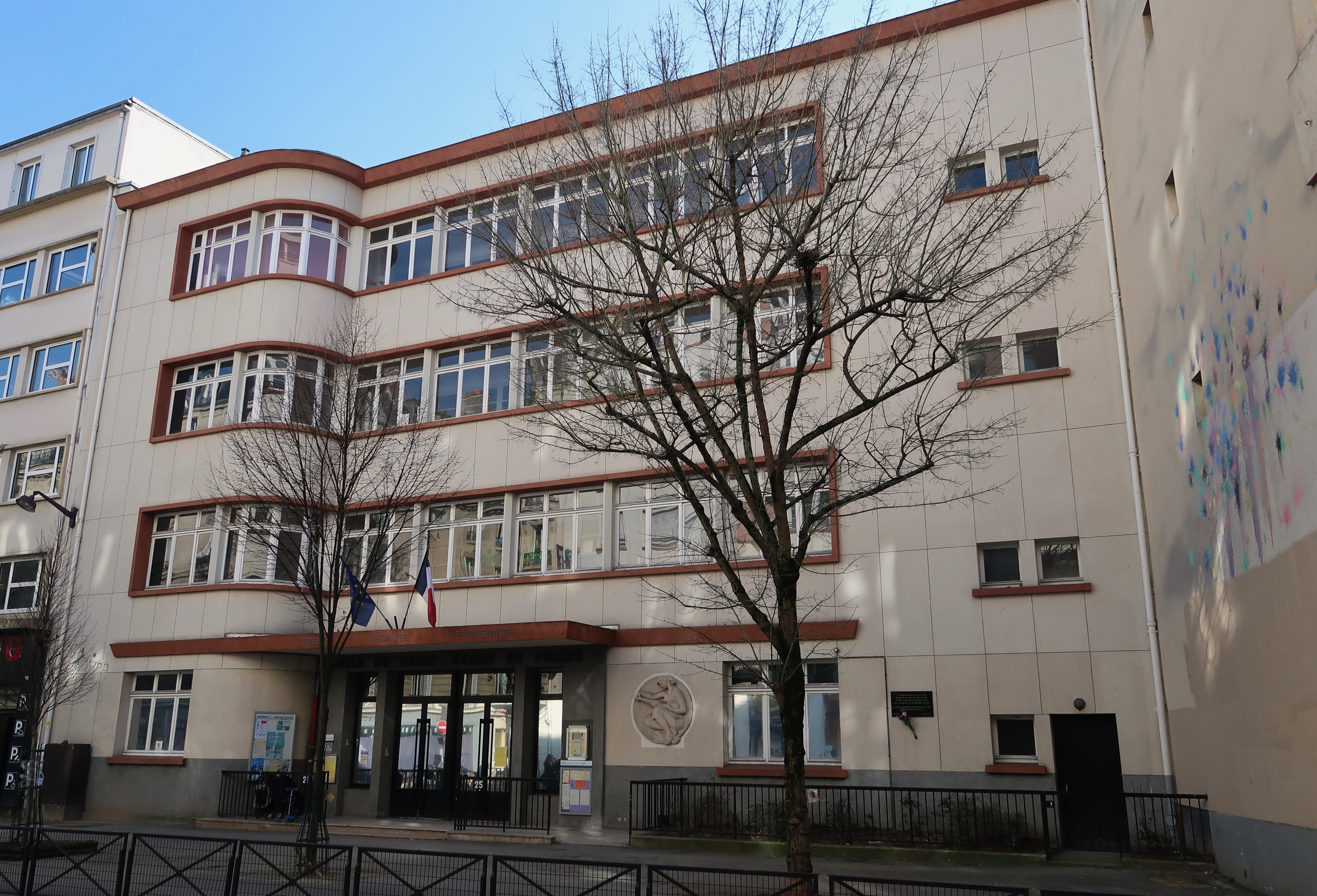
École maternelle au no 25.
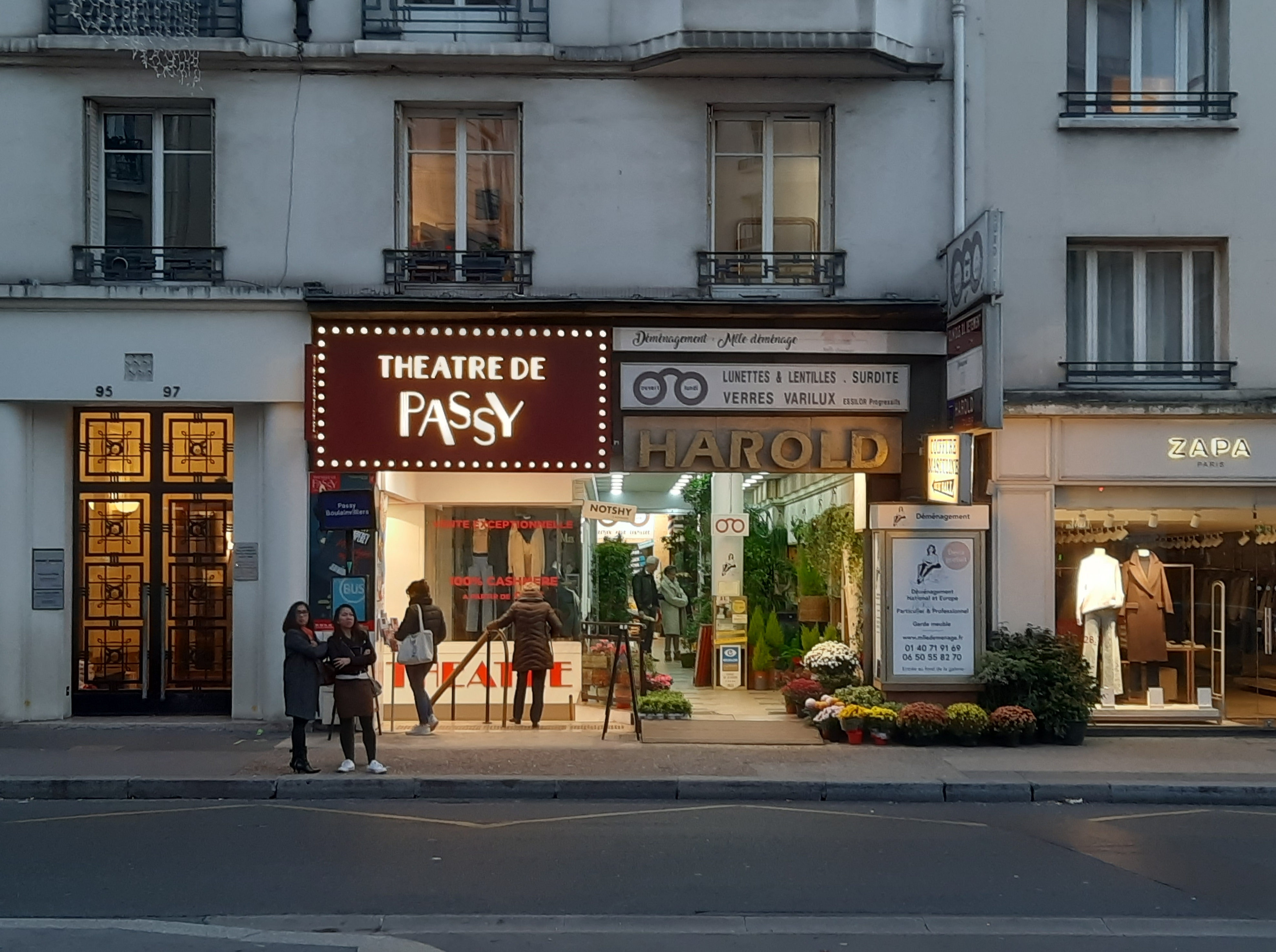
Théâtre de Passy au no 95.